# Division I 1990-1991 (pallacanestro maschile)
La Division I 1990-1991 è stata la 59ª edizione del massimo campionato belga di pallacanestro maschile. La vittoria finale è stata appannaggio del Racing Mechelen.

## Risultati

### Stagione regolare
|     | Squadra            | G  | V  | P  | PF | PS | Pt. | Qualificazione |
| --- | ------------------ | -- | -- | -- | -- | -- | --- | -------------- |
| 1.  | Racing Mechelen    | 24 | 21 | 3  |    |    | 42  | playoff        |
| 2.  | Ostenda            | 24 | 18 | 6  |    |    | 36  | playoff        |
| 3.  | Castors Braine     | 24 | 16 | 8  |    |    | 32  | playoff        |
| 4.  | Verviers-Pepinster | 24 | 15 | 9  |    |    | 30  | playoff        |
| 5.  | Lovanio            | 24 | 11 | 11 |    |    | 22  |                |
| 6.  | Hellas Gent        | 24 | 13 | 11 |    |    | 26  |                |
| 7.  | Spirou Charleroi   | 24 | 12 | 12 |    |    | 24  |                |
| 8.  | Houthalen          | 24 | 10 | 14 |    |    | 26  |                |
| 9.  | Avenir Namur       | 24 | 10 | 14 |    |    | 22  |                |
| 10. | Damme              | 24 | 10 | 14 |    |    | 20  |                |
| 11. | Maccabi Bruxelles  | 24 | 8  | 16 |    |    | 16  |                |
| 12. | Brandt Kortrijk    | 24 | 6  | 18 |    |    | 12  |                |
| 13. | Duvel Willebroek   | 24 | 4  | 20 |    |    | 8   | retrocesse     |
| 14. | Avanti Brugge      | 0  | 0  | 0  |    |    | 0   | retrocesse     |

### Playoff
|  | Semifinali | Semifinali         | Semifinali |         |                 | Finale | Finale | Finale |  |
|  |            |                    |            |         |                 |        |        |        |  |
|  | 1.         | Racing Mechelen    |            |         |                 |        |        |        |  |
|  | 1.         | Racing Mechelen    |            |         |                 |        |        |        |  |
|  | 4.         | Verviers-Pepinster |            |         |                 |        |        |        |  |
|  | 4.         | Verviers-Pepinster |            | 1.      | Racing Mechelen |        |        |        |  |
|  |            |                    |            | 1.      | Racing Mechelen |        |        |        |  |
|  |            |                    | 2.         | Ostenda |                 |        |        |        |  |
|  | 2.         | Ostenda            | 2.         | Ostenda |                 |        |        |        |  |
|  | 2.         | Ostenda            |            |         |                 |        |        |        |  |
|  | 3.         | Castors Braine     |            |         |                 |        |        |        |  |

| Division I 1990-1991       |
| -------------------------- |
| Racing Mechelen 12º titolo |

## Formazione vincitrice
| N° | Naz.                   | Ruolo | Sportivo                |  | Alt. |  |
| -- | ---------------------- | ----- | ----------------------- |  | ---- |  |
|    | Belgio (bandiera)      | AC    | Éric Struelens          |  | 208  |  |
|    | Belgio (bandiera)      | A     | Rik Samaey              |  | 202  |  |
|    | Stati Uniti (bandiera) | AP    | Bill Varner             |  | 198  |  |
|    | Belgio (bandiera)      | All.  | Lucien Van Kersschaever |  |      |  |